# Diskdefragmenteraren
Diskdefragmenteraren är ett standardverktyg för defragmentering som medföljer i Microsoft Windows. Verktyget är avsett för att öka prestandan för en lagringsenhet genom att flytta om skrivna filer. Verktyget flyttar filer på en disk och minimerar därmed tiden det tar, för exempelvis, en hårddisk att läsa- och skriva filer. Verktyget kan schemaläggas för att köras vid en speciell tidpunkt eller med fast satt intervall.
När en fil kopieras till en hårddisk letar Windows efter ledigt utrymme att kopiera den till och placerar den sedan där. När en fil raderas från hårddisken lämnar den ett tomt utrymme som Windows kommer att använda för att kopiera nya filer till osv.
En fil blir fragmenterad när Windows försöker kopiera en fil till ett utrymme som är för litet för att hela filen ska få plats. I dessa fall  delar Windows upp filen i små bitar så att den passar i de tomrum som finns tillgängliga på disken. Blir fragmenteringen för stor så tar det längre tid för disken att hitta en viss fil, med resultatet att datorn kan bli långsammare. Detta beror på att Windows måste leta efter alla fragmenterade delar av filen som då ligger spridda på disken. 
I Windows 10 har programmet fått ett namnbyte och kallas "Defragmentera och optimera enheter"

## Funktioner

### Windows XP samt Server 2003
I dessa operativsystem förbättrades verktyget och vissa begränsningar försvann. Bland annat kan vissa NTFS-filer bli defragmenterade samt defrag.exe introducerades.

### Windows Vista samt Server 2008
I Windows Vista i9ntroducerades funktionen att schemalägga verktyget genom att använda "Schemaläggaren" i Windows. Verktygets utseende samt information blev enklare och tydligare.

### Windows 7 och senare system
Windows 7 introducerade åter funktionen att analysera diskar för att få en uppfattning om diskens aktuella defragmentering. Denna funktion fanns inte i Windows Vista. Nu kunde också flera olika diskar defragmenteras samtidigt.